# Hermannia serrata
Hermannia serrata är en kvalsterart som först beskrevs av Balogh och Sandór Mahunka 1966.  Hermannia serrata ingår i släktet Hermannia och familjen Hermanniidae. Inga underarter finns listade i Catalogue of Life.